# Engenheiro de segurança

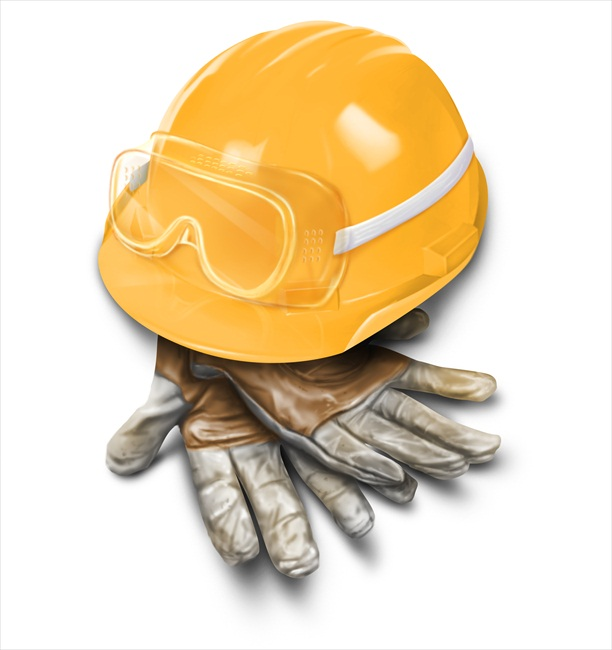
Capacete, luvas de couro e óculos de segurança são símbolos da segurança e saúde ocupacionais num ambiente de construção.

O engenheiro de segurança ou engenheiro de segurança do trabalho é todo engenheiro, arquiteto ou agrônomo que possui curso de especialização em engenharia de segurança do trabalho.
O engenheiro de segurança atua na gestão de segurança e saúde ocupacionais, em médias e grandes empresas dos mais diversos segmentos, visando reduzir as perdas e danos (lesões humanas, danos materiais a máquinas, equipamentos, instalações e ao meio ambiente).

## Brasil
No Brasil, a profissão é regulamentada pela lei 7.410, de 27 de novembro de 1985 que dispôs sobre a especialização, em nível de pós-graduação, de engenheiros e arquitetos em engenharia de segurança do trabalho.